# Nevada (Iowa)
Nevada ist eine Stadt (mit dem Status „City“) und Verwaltungssitz des Story County im US-amerikanischen Bundesstaat Iowa. Im Jahr 2010 hatte Nevada 6798 Einwohner, deren Zahl sich bis 2013 auf 6776 verringerte. Das U.S. Census Bureau hat bei der Volkszählung 2020 eine Einwohnerzahl von 6.925 ermittelt.

## Geografie
Nevada liegt im Zentrum Iowas am West Indian Creek, der über den Indian Creek, den South Skunk River und den Skunk River zum Stromgebiet des Mississippi gehört. Dieser bildet rund 250 km östlich die Grenze zu Illinois, während der Missouri River etwa 250 km westlich die Grenze zu Nebraska bildet. Die Grenze Iowas zu Minnesota verläuft rund 180 km nördlich; Missouris Nordgrenze befindet sich rund 180 km südlich.
Die geografischen Koordinaten von Nevada sind 42°01′22″ nördlicher Breite und 93°27′09″ westlicher Länge. Die Stadt erstreckt sich über eine Fläche von 13,16 km² und verteilt sich über die Nevada und die Grant Township.
Nachbarorte von Nevada sind McCallsburg (21,1 km nordnordöstlich), Zearing (28,4 km nordöstlich), Colo (11,9 km östlich), Collins (26,3 km südöstlich), Maxwell (18,9 km südsüdöstlich), Cambridge (19,4 km südsüdwestlich), Ames (15,1 km westlich), Gilbert (25,6 km westnordwestlich) und Roland (20,1 km nordnordwestlich).
Die nächstgelegenen größeren Städte sind die Twin Cities (Minneapolis und St. Paul) in Minnesota (355 km nördlich), Rochester in Minnesota (302 km nordnordöstlich), Waterloo (143 km nordöstlich), Cedar Rapids (152 km östlich), Iowas Hauptstadt Des Moines (60,4 km südsüdwestlich), Kansas City in Missouri (371 km südsüdwestlich), Nebraskas größte Stadt Omaha (281 km westsüdwestlich), Sioux City (298 km westnordwestlich) und South Dakotas größte Stadt Sioux Falls (435 km nordwestlich).

## Verkehr
Der vierspurig ausgebaute U.S. Highway 30 verläuft in West-Ost-Richtung durch den Süden des Stadtgebiets von Nevada. Der Iowa Highway 930 führt in parallel zum US 30 durch das Zentrum der Stadt. Alle weiteren Straßen sind untergeordnete Landstraßen, teils unbefestigte Fahrwege sowie innerörtliche Verbindungsstraßen.
Durch das Stadtgebiet von Nevada verläuft eine Eisenbahnlinie für den Frachtverkehr der Union Pacific Railroad (UP), die vom Mississippi nach Omaha führt. Von dieser zweigt eine weitere Linie derselben Gesellschaft in Richtung Des Moines ab.
Mit dem Ames Municipal Airport befindet sich 18 km westlich ein kleiner Flugplatz für die Allgemeine Luftfahrt und den Lufttaxiverkehr. Der nächste Verkehrsflughafen ist der 70 km südsüdwestlich gelegene Des Moines International Airport.

## Geschichte
Nevada wurde im Jahr 1853 angelegt und nach der Sierra Nevada in Kalifornien benannt. Ein Jahr später wurde hier eine Poststation eröffnet.
Im Jahr 1855 wurde in Nevada das erste Justiz- und Verwaltungsgebäude des Story County seiner Bestimmung übergeben. Nachdem das Gebäude abgebrannt war, wurde es durch ein ähnliches Gebäude ersetzt. Nachdem die Erfordernisse das Gebäude überforderten, wurde 1877 das dritte Gebäude für diesen Zweck errichtet. Ein modernes Gebäude wurde 1968 noch als gemeinsames Justiz- und Verwaltungsgebäude errichtet. Im Jahr 2002 wurde für die Justiz das neue Story County Justice Center errichtet, während das bisherige Courthouse seitdem als Story County Administration Building ausschließlich für die Countyverwaltung genutzt wird.

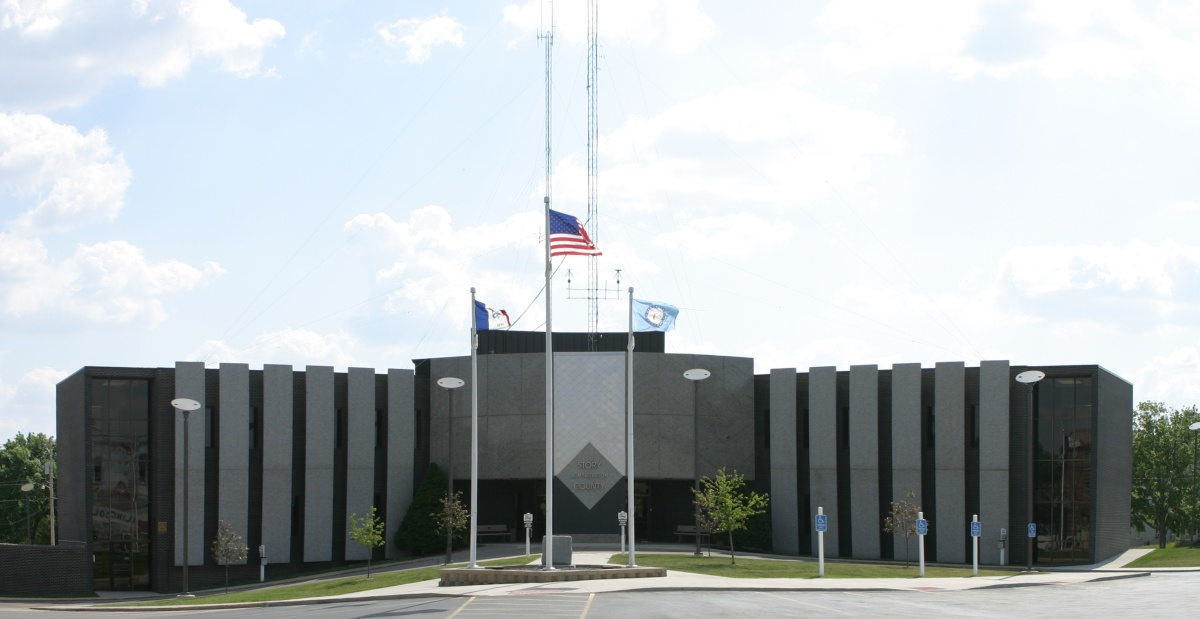
Das Story County Administration Building
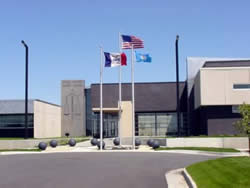
Das Story County Justice Center

## Bevölkerung
Nach der Volkszählung im Jahr 2010 lebten in Nevada 6798 Menschen in 2761 Haushalten. Die Bevölkerungsdichte betrug 516,6 Einwohner pro Quadratkilometer. In den 2761 Haushalten lebten statistisch je 2,38 Personen.
Ethnisch betrachtet setzte sich die Bevölkerung zusammen aus 94,3 Prozent Weißen, 1,3 Prozent Afroamerikanern, 0,3 Prozent amerikanischen Ureinwohnern, 1,0 Prozent Asiaten sowie 1,7 Prozent aus anderen ethnischen Gruppen; 1,5 Prozent stammten von zwei oder mehr Ethnien ab. Unabhängig von der ethnischen Zugehörigkeit waren 3,4 Prozent der Bevölkerung spanischer oder lateinamerikanischer Abstammung.
25,3 Prozent der Bevölkerung waren unter 18 Jahre alt, 60,7 Prozent waren zwischen 18 und 64 und 14,0 Prozent waren 65 Jahre oder älter. 51,4 Prozent der Bevölkerung waren weiblich.
Das mittlere jährliche Einkommen eines Haushalts lag bei 54.865 USD. Das Pro-Kopf-Einkommen betrug 26.811 USD. 8,7 Prozent der Einwohner lebten unterhalb der Armutsgrenze.

## Bekannte Bewohner
- John Scott (1824–1903), sechster Vizegouverneur von Iowa (1868–1870), begann seine Karriere als Anwalt in Nevada und ist hier beigesetzt
- William K. Boardman (1915–1993), Politiker, Sprecher des Repräsentantenhauses von Alaska, geboren in Nevada
- Neva Patterson (1920–2010), Schauspielerin, geboren und aufgewachsen in Nevada